# Hyperlais siccalis
Hyperlais siccalis là một loài bướm đêm trong họ Crambidae.